# Gouvernement Rjasan

Wappen des Gouvernements

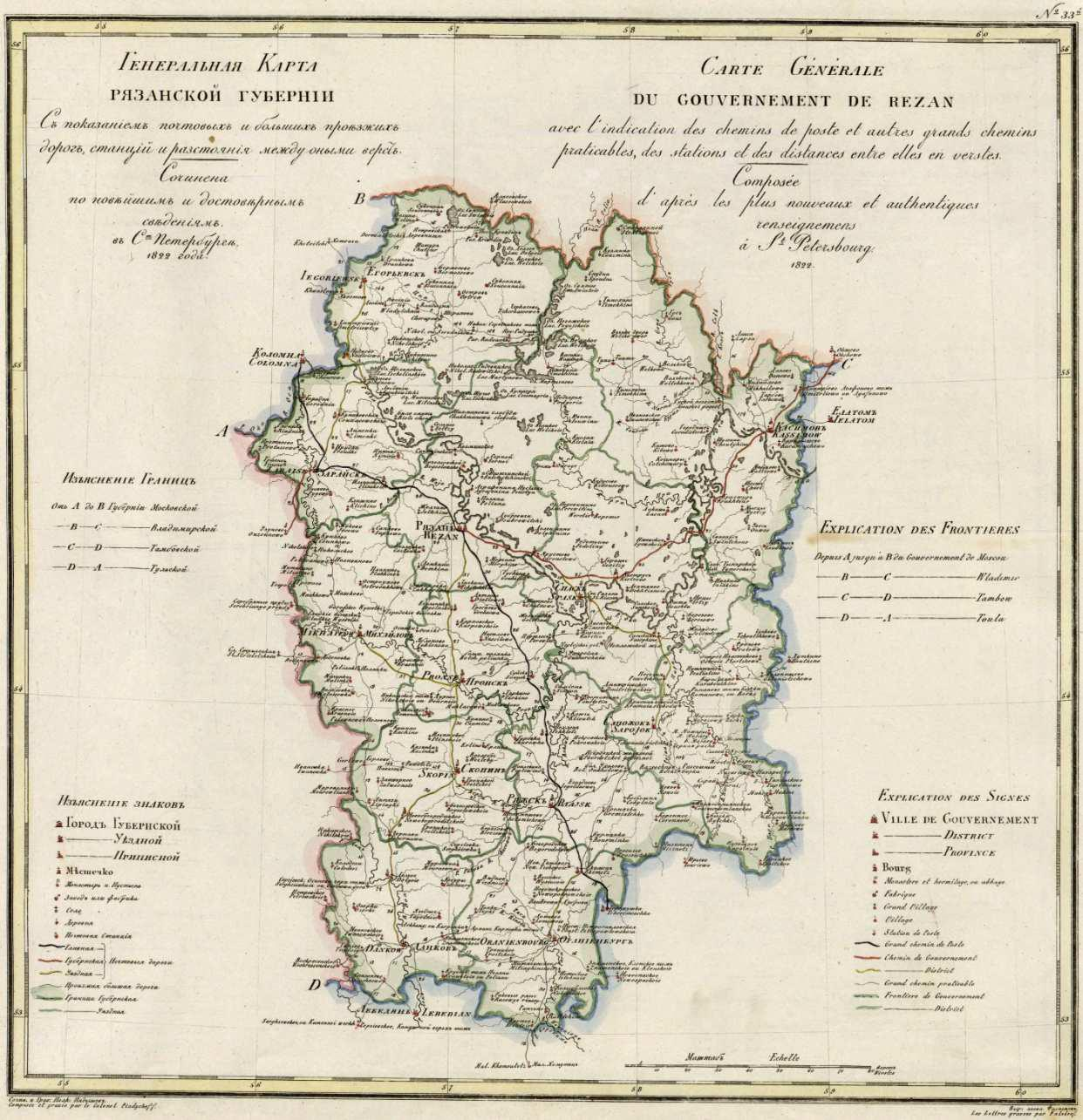
Karte von 1822

Das Gouvernement Rjasan (russisch Рязанская губерния/Rjasanskaja gubernija) war eine Verwaltungseinheit des Russischen Kaiserreichs und der Russischen Sozialistischen Föderativen Sowjetrepublik. Hauptstadt war die Stadt Rjasan.
Es grenzte (von Norden im Uhrzeigersinn) an folgende Gouvernements: Wladimir, Tambow, Tula und Moskau.
Das Gouvernement bestand von 1796 bis 1929. Gegenüber der heutigen Oblast Rjasan griff es weiter nach Norden und Süden aus, insbesondere gehörte der Norden der heutigen Oblast Lipezk dazu.
Es umfasste ungefähr 42.100 km².
Um 1900 war es in zwölf Ujesdy (Kreise) eingeteilt:
- Dankow
- Jegorjewsk
- Kassimow
- Michailow
- Pronsk
- Ranenburg (heute Tschaplygin)
- Rjasan
- Rjaschsk
- Saposchok
- Saraisk
- Skopin
- Spassk (heute Spassk-Rjasanski)

Das Gouvernement Rjasan wurde erst zur Zeit der Russischen SFSR der Sowjetunion 1929 aufgelöst und sein Territorium der neugebildeten Zentralen Industrie-Oblast mit der Hauptstadt Moskau zugeschlagen.

## Statistik
Im Jahr 1897 hatte das Gouvernement 1.802.196 Einwohner, die abgesehen von kleineren ukrainischen, jüdischen und tatarischen Gruppen durchwegs Russen waren.
Wirtschaftlich gehörte Rjasan zum zentralen Ackerbaugebiet, bzw. zur Schwarzerderegion. Haupterwerbszweig war deshalb der Ackerbau. Die Ernte lieferte 1903 7349 t Weizen, 625.923 t Roggen, 233.272 t Hafer, 5933 t Buchweizen und 421.185 t Kartoffeln. Außerdem wurden Hirse, Lein, Hanf, auch Tabak (1903: 16.167 Zentner) gebaut. Der Viehbestand betrug 1903: 302.000 Pferde, 329.000 Stück Hornvieh, 768.000 (grobwollige) Schafe und 135.000 Schweine. Abgebaut wurden Steinkohlen, Eisenerze, Mühlsteine, Kalksteine und Töpferton. Die Industrie erreichte bei (1900) 4663 Betrieben mit 32.441 Arbeitern einen Produktionswert von 23,2 Millionen Rubel. Hauptsächlichste Zweige waren: Baumwollspinnerei und -Weberei (über 10 Millionen Rubel), Eisenindustrie, Getreidemüllerei, Ziegel- und Branntweinbrennerei. Die dörfliche Hausindustrie lieferte Filz- und Mattengewebe, Spitzen, Sensen und kleine Holzwaren. Die früher bedeutende Schifffahrt auf der Oka war um 1900 durch den Eisenbahnverkehr stark zurückgegangen. Bedeutend war noch Holzflößerei und Wandergewerbe: die Zimmerleute von Rjasan waren über ganz Russland verbreitet.